# Anerincleistus angustifolius
Anerincleistus angustifolius är en tvåhjärtbladig växtart som först beskrevs av Otto Stapf, och fick sitt nu gällande namn av J.F. Maxwell. Anerincleistus angustifolius ingår i släktet Anerincleistus och familjen Melastomataceae. Inga underarter finns listade i Catalogue of Life.